# 八田三郎 (動物学者)
八田 三郎（はった さぶろう、慶応元年9月27日（1865年11月15日） - 昭和10年（1935年）11月27日）は 日本の動物学者。

## 経歴
慶応元年（1865年）9月27日熊本藩の中村家に生まれ、独逸協会に学び、ついで東京帝国大学理科大学の動物学全科選科生として入学して箕作佳吉教授のもとでヤツメウナギの発生学を研究した。その後、国学者八田知紀の養子となって八田三郎と改名する。明治24年（1891年）に卒業し、九州学院の教員となったが、明治24年（1891年）に学習院教授に就任して生物学を担当する。明治34年（1901年）、札幌農学校の助教授に転任し、明治41年（1908年）に同校が東北帝国大学農科大学に改組された際に教授に昇任した。大正元年（1912年）から大正4年（1915年）までドイツに留学したが、その間の大正2年（1913年）に発表した「動物地理学上の北海道の位置」という論文で、後に「八田線」の名前で知られることになる宗谷海峡の動物地理学上の重要性を指摘した。大正8年（1919年）、東北帝国大学農科大学が北海道帝国大学に改組されるとともに、同大学教授となった。昭和4年（1929年）に同大学を定年退職して名誉教授となり、東京市外世田谷に居を移した。昭和10年（1935年）11月27日、腎臓病で死去した。

## 論文
- 国立情報学研究所収録論文 国立情報学研究所